# امپدانس الکتریکی

ارائه گرافیکی تراز امپدانس مختلط

امپدانس (به انگلیسی: impedance) در مهندسی برق، میزان مخالفت در برابر جریان متناوب است که توسط تأثیر ترکیبی مقاومت و راکتانس در یک مدار پدیدار می‌شود.
از نظر کمی، امپدانس یک عنصر مداری دو-پایانه‌ای برابر نسبت نمایش مختلط ولتاژ سینوسی بین پایانه‌هایش، به نمایش مختلط جریانی است که از آن جاری می‌شود. در کل، امپدانس به فرکانس ولتاژ سینوسی بستگی دارد.
امپدانس مفهوم مقاومت را به مدار جریان متناوب (AC) گسترش می‌دهد، و هم اندازه و هم فاز دارد، برخلاف مقاومت که فقط اندازه دارد.
امپدانس یک عدد مختلط است، و واحد آن مشابه مقاومت است، یعنی واحد SI آن اهم (Ω) است. نماد آن معمولاً Z است، و می‌تواند با نوشتن اندازه و فاز آن در حالت قطبی به صورت |Z|∠θ نمایش یابد. با این حال، نمایش عدد مختلط کارتزین معمولاً برای اهداف آنالیز مدار قدرت بیشتری دارد.
مفهوم امپدانس برای انجام آنالیز AC شبکه‌های الکتریکی مفید است، زیرا امکان ارتباط ولتاژ و جریان سینوسی را توسط یک قانون خطی ساده می‌دهد. در شبکه‌های چند درگاهی، تعریف دو پایانه‌ای امپدانس ناکافی است، اما ولتاژ مختلط در درگاه‌ها و جریانی که از آن رد می‌شود هنوز توسط ماتریس امپدانس به صورت خطی مرتبط هستند.
وارون امپدانس ادمیتانس (به انگلیسی: admittance) است، که واحد SI آن زیمنس است که قبلاً مهو (mho) نام داشت.
وسایلی که برای اندازه‌گیری امپدانس الکتریکی استفاده می‌شود، تحلیل‌گر (آنالایزر) امپدانس نام دارد.
- امپدانس الکتریکی، مفهوم کلی‌تر مقاومت الکتریکی، و مقدار مقاومتی است که تحت یک اختلاف پتانسیل متناوب در برابر جریان الکتریکی متناوب ظاهر می‌شود. مقدار امپدانس، عددی حقیقی یا مختلط است که بنابر قانون اهم از نسبت ولتاژ به جریان به دست می‌آید. امپدانس با نماد {\displaystyle Z} نمایش داده می‌شود.
- در مداری که تحت ولتاژ و جریان متناوب قرار دارد، مقادیر ولتاژ و جریان تحت تبدیل فازبردار به صورت مختلط نمایش داده می‌شوند و در نتیجه امپدانس، عددی مختلط خواهد بود؛ بنابراین در یک مدار با ولتاژهای مستقیم، امپدانس عددی حقیقی خواهد بود.
- امپدانس الکتریکی اندازه‌گیری مقاومتی است که مدار هنگام اعمال ولتاژ به جریان می‌دهد. اصطلاح امپدانس مختلط ممکن است به صورت متناوب استفاده شود. از نظر کمی، امپدانس یک عنصر مدار دو ترمیناله نسبت نمایش مختلط یک ولتاژ سینوسی بین پایانه‌های آن به نمایش مختلط جریان جاری در آن است. به‌طور کلی، امپدانس به فرکانس ولتاژ سینوسی بستگی دارد. امپدانس مفهوم مقاومت در مدارهای AC را توسعه می‌دهد و برخلاف مقاومت، که فقط دارای اندازه است، دارای اندازه و فاز می‌باشد. هنگامی که یک مدار با جریان مستقیم (DC) هدایت می‌شود، هیچ تمایزی بین مقاومت و امپدانس وجود ندارد. و مقاومت را می‌توان به عنوان امپدانس با زاویه فاز صفر تصور کرد. مفهوم امپدانس برای انجام تجزیه و تحلیل AC شبکه‌های الکتریکی مفید است، زیرا اجازه می‌دهد رابطه بین ولتاژ سینوسی و جریان مربوطه را با یک قانون ساده خطی بیان نمود. در شبکه‌های با پورت‌های متعدد، تعریف دو ترمینالی برای امپدانس ناکافی است، اما ولتاژهای مختلط در پورت‌ها و جریان‌های جریان یافته از طریق آنها هنوز هم به صورت خطی با ماتریس امپدانس مرتبط هستند.

امپدانس یک عدد مختلط، با همان واحدهای مقاومت است، که واحد SI آن اهم (Ω) است. نماد آن معمولاً Z است و ممکن است با نوشتن بزرگی و فاز آن به صورت Z∠θ نشان داده شود. با این حال، نمایش عدد مختلط کارتزینی اغلب برای اهداف تجزیه و تحلیل مدار قدرتمندتر است. متقابل امپدانس، ادمیتانس است که واحد SI آن زیمنس است که به صورت رسمی‌تر mho گفته می‌شود. ابزارهایی که برای اندازه‌گیری امپدانس الکتریکی مورد استفاده قرار می‌گیرند، آنالایزر امپدانس نامیده می‌شوند. اصطلاح امپدانس توسط الیور هویزاید در ژوئیه ۱۸۸۶ ابداع شد. آرتور کنلی اولین کسی بود که در سال ۱۸۹۳ با اعداد مختلط امپدانس را نشان داد. علاوه بر مقاومت همان‌طور که در مدارهای DC دیده می‌شود، امپدانس در مدارهای AC شامل اثر القایی ولتاژ در رساناها توسط میدان‌های مغناطیسی (اندوکتانس)، و ذخیره الکترواستاتیک بار ناشی از ولتاژهای بین رساناها (خازن) است. امپدانس ناشی از این دو اثر در مجموع به عنوان مقاومت القایی (ری اکتانس) شناخته می‌شود و قسمت موهومی امپدانس مختلط را تشکیل می‌دهد؛ در حالی که مقاومت قسمت حقیقی آن را تشکیل می‌دهد. امپدانس به عنوان نسبت دامنه فرکانس ولتاژ به جریان تعریف می‌شود. به عبارت دیگر، این نسبت ولتاژ به جریان برای یک نمایی مختلط منفرد در یک فرکانس خاص ω است.
برای یک جریان سینوسی یا ولتاژ ورودی، شکل قطبی امپدانس مختلط، مرتبط با دامنه و فاز ولتاژ و جریان است. به خصوص:
- بزرگی امپدانس مختلط، نسبت دامنه ولتاژ به دامنه جریان است.
- فاز امپدانس مختلط، اختلاف فاز میان جریان و ولتاژ است.

## امپدانس مختلط
امپدانس یک مدار دو ترمیناله به صورت یک کمیت مختلط Z نمایش داده می‌شود. شکل قطبی به صورت قراردادی هم اندازه و هم فاز را به صورت زیر در بر می‌گیرد:
که در آن بیانگر نسبت تفاضل دامنه ولتاژ به دامنه جریان است و جمله arg (Z) (معمولاً با نماد q نشان داده می‌شود) تفاضل فاز بین ولتاژ و جریان را می‌دهد. j واحد موهومی است که به جای i به منظور جلوگیری از سردرگمی، به کار گرفته می‌شود.
در نمایش کارتزین، امپدانس به صورت زیر تعریف می‌شود:
بخش حقیقی آن، مقاومت R و قسمت موهومی آن همان رکتانس است.
در شرایطی که تفریق یا تجمیع امپدانس لازم باشد، فرم دکارتی راحت‌تر است. اما وقتی نیاز به ضرب یا تقسیم باشد، اگر از فرم قطبی استفاده شود، محاسبه ساده‌تر می‌شود. در طی یک محاسبه مداری، مانند یافتن امپدانس کل دو امپدانس به‌طور موازی، ممکن است در مسیر محاسبه نیاز به تبدیل چندین بار بین فرم نوشتاری داشته باشد. تبدیل بین فرم‌ها از قوانین عادی تبدیل اعداد مختلط پیروی می‌کند.

## قانون اُهم
بر طبق این قانون هرگاه دمای یک جسم (مثلاً یک رسانا) ثابت باشد نسبت اختلاف پتانسیل دو سر جسم به شدت جریانی که از ان عبور می‌کند مقدار ثابتی است که این نسبت را مقاومت الکتریک جسم می‌نامیم و از رابطهٔ R=V/I تبعیت می‌کند که در ان V یا ولتاژ برحسب ولت و I یا جریان بر حسب آمپر و R بر حسب اهم است. تقریباً تمام مقاومت‌های خطی از رابطهٔ بالا پیروی می‌کنند.

## جریان و ولتاژ مرکب

امپدانس در یک مدار می‌تواند با یک مقاومت یا یک جعبه برچسب دار نشان داده شود

## مثالی از راه حلی خلاقانه

گوشه‌های فاز در این معادلات برای امپدانس القاگرها و خازن‌ها نشان می‌دهد که ولتاژ در خازن، جریان را با اختلاف فاز پس می‌زند در حالی که ولتاژ در یک القاگر، جریان را به اندازه به جلو می‌راند. از آنجا که دامنه نوسان ولتاژ و جریان باهم برابرند لذا می‌توان گفت که بزرگی امپدانس برابر با یک است

## مقاومت و رآکتانس

### مقاومت رسانا
معمولاً مواد را از جنبهٔ رسانایی به سه دسته کلی تقسیم می‌شوند:
1. مواد رسانا: موادی که حرارت و جریان الکتریکی را به خوبی از خود عبور می‌دهند مانند فلزاتی از قبیل (طلا، مس، آهن و …). رسانایی این مواد تحت تأثیر دما دستخوش تغییراتی می‌شود و با بالا رفتن دما مقاومت آن‌ها زیاد می‌شود و با پایین آمدن دما مقاومت‌های آن‌ها نیز پایین می‌آید که حتی در دماهای خیلی پایین حالت ابر رسانا نیز رخ می‌دهد. معمولاً در دمای ثابت مقاومت را با توجه به سطح (مساحت) مقطع جسم، طول جسم و خصوصیات فیزیکی جسم (جنس جسم و …) و از رابطه R=ρ(L/A) اندازه‌گیری می‌کنند که در ان R یا مقاومت بر حسب اهم، L یا طول رسانا برحسب متر و A مساحت سطح مقطع بر حسب متر-مربع می‌باشد و ρ نیز رسانایی ویژه رسانا می‌باشد که به خصوصیات ذاتی ماده برمی‌گردد و در آزمایشگاه اندازه‌گیری می‌شود. لازم به توضیح بسیار مهم است که مقاومت به اختلاف پتانسیل و جریان عبوری وابسته نیست بلکه جنس و شکل ماده بستگی دارد که از رابطه بالا همین نتیجه قابل استنباط می‌باشد.
2. مواد نیمه رسانا: این دسته از مواد دارای هدایت الکتریکی کمتری بوده ولی ویژگی مطرح آن قابل کنترل بودن هدایت آن است. مواد نیمه رسانا مانند سیلیسیوم (سیلیکن) و ژرمانیوم را می‌توان نام برد. تغییرات رسانایی مواد نیمه رسانا تابع عواملی چون تحریک نوری و تغییرات دما و خلوص آنها است چرا که مواد نیمه رسانا، رسانایی جالبی ندارند ولی بعد از افزایش مقداری ناخالصی رسانایی آن‌ها بشدت افزایش می‌یابد از مواد نیمه رسانا در ساختمان دیود‌ها استفاده می‌شود.
3. مواد عایق: که از نظر هدایت الکتریکی در ولتاژهای پایین بهره مناسبی ندارند.

### رآکتانس
خازن و سلف در هنگام عبور جریان از آن‌ها دارای مقادیری مقاومت موهومی می‌شوند که به آن‌ها راکتانس می‌گویند و معمولاً آن را با X نشان می‌دهند

## ترکیب امپدانس‌ها
امپدانس خازن از رابطهٔ jXc- به دست می‌آید که در ان Xc=۱/ωC و C ظرفیت خازن است و به آن راکتانس خازن می‌گویند. امپدانس خازن از رابطهٔ Z=-j/ωC محاسبه می‌گردد، ω=۲πf و f فرکانس و ω فرکانس زاویه‌ای است. در برخورد با امپدانس مانند مقاومت رفتار می‌کنیم.
امپدانس سلف نیز از رابطهٔ Z=jXl محاسبه می‌گردد که Xl=ωL و L ضریب خودالقایی سلف و در نتیجه Z=jωL است. با توجه به ω=۲πf و رابطهٔ Z=-j/ωC در خازن و Z=jωL در سلف نتیجه می‌شود که در فرکانس‌های زیاد، امپدانس سلف زیاد است (سلف مانند مدار باز عمل می‌کند) و امپدانس خازن به سمت صفر میل می‌کند (خازن مانند اتصال کوتاه عمل می‌کند). در فرکانس‌های کم این موضوع برعکس می‌شود.

### ترکیب سری
واحد امپدانس الکتریکی اهم است و می‌توان با آن مانند یک مقاومت برخورد کرد؛ یعنی در اتصال (ترکیب) سری، امپدانس‌ها با هم جمع می‌شوند: Z=Z۱+Z۲+Z۳+...Zn.
مثال: امپدانس کل دو امپدانس سری که اولی Z۱=۶+j۸ و دومی Z۲=۳+j۴ است برابر می‌شود با Z=۹+j12

### ترکیب موازی
در این حالت، امپدانس کل برابر است با معکوس مجموع ادمیتانس‌ها (به معکوس امپدانس، ادمیتانس گفته می‌شود).